# Inept Set
Der Inept Set (englisch inept, „unpassend“) ist beim Kaufverhalten der Konsumenten der Anglizismus für diejenigen Produkte des Güterangebots, in welchen der Konsument keine Bedürfnisbefriedigung sieht und die somit bei einer Kaufentscheidung nicht berücksichtigt werden.

## Allgemeines
Im Konsumverhalten spielt das Problem, unter verschiedenen Produkt- oder Markenalternativen entscheiden zu müssen, eine herausragende Rolle. Dabei stehen dem Konsumenten verschiedene Selektions-Stufen, die vom gesamten Güterangebot (englisch available set) beginnend immer weniger Produkte/Marken enthalten, zur Verfügung. 

## Selektions-Stufen
Im Jahre 1975 unterschieden Autoren innerhalb des Awareness Sets zwischen Evoked set, Inert Set und Inept Set:
| Awareness Set | Bemerkungen |
| ------------- | --- |
| Inert Set     | Produkte, die vom Konsumenten weder positiv noch negativ bewertet werden; keine Kaufentscheidung, weil indifferentes Kaufverhalten vorliegt |
| Inept Set     | Produkte, in denen der Konsument keine Bedürfnisbefriedigung sieht und die somit nicht in die Kaufauswahl kommen                            |
| Evoked set    | das oder die Produkte, die für eine Kaufentscheidung in Frage kommen                                                                        |

Im Gegensatz zum Evoked set befinden sich im Inert Set alle Produkte, denen der Konsument indifferent gegenübersteht (er bewertet sie weder positiv noch negativ), sowie im Inept Set die Produkte, die er in ihrer gegenwärtigen Form nicht für kaufgeeignet erwägt.

## Abgrenzung
Die Abgrenzung zwischen Inept Set und Reject Set fällt schwer. Manche Autoren halten sie für Synonyme. Die im Reject Set befindlichen Produkte werden künftig dauerhaft als nicht kauffähig abgelehnt, die im Inept Set dagegen können bei einem geringeren Marktpreis oder bei Regallücken von Produkten des Evoked set in diesen vorrücken. Ihre Kauffähigkeit hängt deshalb von den Marktbedingungen ab.